# Női 3000 méteres síkfutás a 2011. évi nyári európai ifjúsági olimpiai fesztiválon
A 2011. évi nyári európai ifjúsági olimpiai fesztiválon az atlétikai versenyszámokat Trabzonban rendezték. A női 3000 méteres síkfutás döntőjét július 26.-án rendezték.

## Rekordok
A versenyt megelőzően a következő rekordok voltak érvényben:
| Ifjúsági világrekord                  | 8:36.45 |
| Világ idei legjobb ifjúsági eredménye | 8:56.36 |
| EYOF rekord                           | 9:17.90 |

## Döntő
| H     | Név                | Nemzet             | E        | Mj  |
| ----- | ------------------ | ------------------ | -------- | --- |
| Arany | Alena Kudashkina   | Oroszország        | 9:18.46  |     |
| Ezüst | Anca Maria Bunea   | Románia            | 9:30.81  | PB  |
| Bronz | Jip Vastenburg     | Hollandia          | 9:39.47  |     |
| 4.    | Mariia Khodakivska | Ukrajna            | 9:43.51  |     |
| 5.    | E. Hatun Tuna      | Törökország        | 9:43.74  | PB  |
| 6.    | Claudia Estevez    | Spanyolország      | 9:46.67  |     |
| 7.    | Oona Kettunen      | Finnország         | 9:57.76  |     |
| 8.    | Alice Wright       | Egyesült Királyság | 10:17.02 |     |
| 9.    | Christine Santi    | Olaszország        | 10:24.53 |     |
| 10.   | Lucia Janeckova    | Szlovákia          | 10:34.88 |     |
| -     | Silvana Dias       | Portugália         | -        | DNF |